# IBU Cup 2016-2017
Ne doit pas être confondu avec Coupe du monde de biathlon 2016-2017.
Navigation
Édition précédente Édition suivante
L'IBU Cup 2016/2017 est la neuvième édition de l'IBU Cup de biathlon.

## Programme
| \| Beitostølen Ridnaun-Val Ridanna Obertilliach Martell-Val Martello Abersee Duszniki-Zdrój Osrblie Kontiolahti Otepää \| Les sites des compétitions en Europe |
| Beitostølen Ridnaun-Val Ridanna Obertilliach Martell-Val Martello Abersee Duszniki-Zdrój Osrblie Kontiolahti Otepää                                            |

## Attribution des points
| Place  | 1  | 2  | 3  | 4  | 5  | 6  | 7  | 8  | 9  | 10 | 11 | 12 | 13 | 14 | 15 | 16 | 17 | 18 | 19 | 20 | 21 | 22 | 23 | 24 | 25 | 26 | 27 | 28 | 29 | 30 | 31 | 32 | 33 | 34 | 35 | 36 | 37 | 38 | 39 | 40 |
| ------ | -- | -- | -- | -- | -- | -- | -- | -- | -- | -- | -- | -- | -- | -- | -- | -- | -- | -- | -- | -- | -- | -- | -- | -- | -- | -- | -- | -- | -- | -- | -- | -- | -- | -- | -- | -- | -- | -- | -- | -- |
| Points | 60 | 54 | 48 | 43 | 40 | 38 | 36 | 34 | 32 | 31 | 30 | 29 | 28 | 27 | 26 | 25 | 24 | 23 | 22 | 21 | 20 | 19 | 18 | 17 | 16 | 15 | 14 | 13 | 12 | 11 | 10 | 9  | 8  | 7  | 6  | 5  | 4  | 3  | 2  | 1  |

## Classements

### Classements généraux
| Rang | Nom                        | Points | Victoire(s) |
| ---- | -------------------------- | ------ | ----------- |
| 1    | Alexey Volkov              | 713    | 1           |
| 2    | Aleksandr Loguinov         | 705    | 8           |
| 3    | Antonin Guigonnat          | 475    | 1           |
| 4    | Kristoffer Skjelvik        | 461    | 1           |
| 5    | Émilien Jacquelin          | 448    | -           |
| 6    | Fredrik Gjesbakk           | 393    | 1           |
| 7    | Aristide Bègue             | 368    | 1           |
| 8    | Martin Femsteinevik        | 353    | -           |
| 9    | Vetle Sjåstad Christiansen | 337    | 1           |
| 10   | Yury Shopin                | 335    | -           |

| Rang | Nom               | Points | Victoire(s) |
| ---- | ----------------- | ------ | ----------- |
| 1    | Daria Virolainen  | 684    | 4           |
| 2    | Anna Nikulina     | 591    | -           |
| 3    | Karolin Horchler  | 578    | 1           |
| 4    | Uliana Kaisheva   | 471    | 1           |
| 5    | Victoria Slivko   | 439    | -           |
| 6    | Enora Latuillière | 428    | 1           |
| 7    | Nadine Horchler   | 347    | -           |
| 8    | Irina Starykh     | 343    | 3           |
| 9    | Denise Herrmann   | 338    | 2           |
| 10   | Lea Johanidesová  | 336    | -           |

## Calendrier et podiums

### Hommes
| Étape                                                          | Lieu                 | Épreuve           | Date             | Vainqueur                  | Deuxième                   | Troisième             | Leader du classement général |
| -------------------------------------------------------------- | -------------------- | ----------------- | ---------------- | -------------------------- | -------------------------- | --------------------- | ---------------------------- |
| 1                                                              | Beitostølen          | Sprint 10 km      | 25 novembre 2016 | Vetle Sjåstad Christiansen | Roman Rees                 | Vegard Gjermundshaug  | Vetle Sjåstad Christiansen   |
| 1                                                              | Beitostølen          | Sprint 10 km      | 26 novembre 2016 | Matvey Eliseev             | Dmitry Malyshko            | Henrik L'Abée-Lund    | Matvey Eliseev               |
| 2                                                              | Ridnaun-Val Ridanna  | Sprint 10 km      | 10 décembre 2016 | Fredrik Gjesbakk           | Alexey Volkov              | David Komatz          | Vegard Gjermundshaug         |
| 2                                                              | Ridnaun-Val Ridanna  | Poursuite 12,5 km | 11 décembre 2016 | Aristide Bègue             | Alexey Volkov              | Fredrik Gjesbakk      | Alexey Volkov                |
| 3                                                              | Obertilliach         | Individuel 20 km  | 16 décembre 2016 | Antonin Guigonnat          | Yury Shopin                | Florian Graf          | Alexey Volkov                |
| 3                                                              | Obertilliach         | Sprint 10 km      | 17 décembre 2016 | Henrik L'Abée-Lund         | Vetle Sjåstad Christiansen | Philipp Nawrath       | Antonin Guigonnat            |
| 4                                                              | Martell-Val Martello | Sprint 10 km      | 5 janvier 2017   | Andreas Dahlø Wærnes       | Nikolaus Leitinger         | Alexander Povarnitsyn | Alexey Volkov                |
| 4                                                              | Martell-Val Martello | Sprint 10 km      | 7 janvier 2017   | Aleksandr Loguinov         | Martin Femsteinevik        | Michael Willeitner    | Alexey Volkov                |
| 4                                                              | Martell-Val Martello | Poursuite 12,5 km | 8 janvier 2017   | Aleksandr Loguinov         | Émilien Jacquelin          | Michael Willeitner    | Alexey Volkov                |
| 5                                                              | Arber                | Individuel 20 km  | 14 janvier 2017  | Aleksandr Loguinov         | Jeremy Finello             | Michail Kletcherov    | Alexey Volkov                |
| Championnats d'Europe de biathlon 2017 (25 au 29 janvier 2017) |                      |                   |                  |                            |                            |                       |                              |
| CE                                                             | Duszniki-Zdrój       | Individuel 20 km  | 25 janvier 2017  | Aleksandr Loguinov         | Krasimir Anev              | Alexey Slepov         | Alexey Volkov                |
| CE                                                             | Duszniki-Zdrój       | Sprint 10 km      | 27 janvier 2017  | Vladimir Iliev             | Aleksandr Loguinov         | Krasimir Anev         | Alexey Volkov                |
| CE                                                             | Duszniki-Zdrój       | Poursuite 12,5 km | 28 janvier 2017  | Aleksandr Loguinov         | Evgeniy Garanichev         | Andrejs Rastorgujevs  | Alexey Volkov                |
| Fin des championnats d'Europe                                  |                      |                   |                  |                            |                            |                       |                              |
| 6                                                              | Brezno-Osrblie       | Sprint 10 km      | 3 février 2017   | Alexey Volkov              | Fredrik Gjesbakk           | Dmitry Malyshko       | Alexey Volkov                |
| 6                                                              | Brezno-Osrblie       | Poursuite 12,5 km | 4 février 2017   | Kristoffer Skjelvik        | Tarjei Bø                  | Timur Makhambetov     | Alexey Volkov                |
| 7                                                              | Kontiolahti          | Individuel 20 km  | 2 mars 2017      | Ondřej Moravec             | Alexey Volkov              | Daniel Mesotitsch     | Alexey Volkov                |
| 7                                                              | Kontiolahti          | Sprint 10 km      | 4 mars 2017      | Alexander Povarnitsyn      | Aleksandr Loguinov         | Ruslan Tkalenko       | Alexey Volkov                |
| 7                                                              | Kontiolahti          | Poursuite 12,5 km | 5 mars 2017      | Aleksandr Loguinov         | Ondřej Moravec             | Håvard Bogetveit      | Alexey Volkov                |
| 8                                                              | Otepää               | Sprint 10 km      | 9 mars 2017      | Aleksandr Loguinov         | Alexey Volkov              | Henrik L'Abée-Lund    | Alexey Volkov                |
| 8                                                              | Otepää               | Sprint 10 km      | 11 mars 2017     | Aleksandr Loguinov         | Henrik L'Abée-Lund         | Martin Jaeger         | Alexey Volkov                |

### Femmes
| Étape                                                          | Lieu                 | Épreuve          | Date             | Vainqueur             | Deuxième            | Troisième             | Leader du classement général |
| -------------------------------------------------------------- | -------------------- | ---------------- | ---------------- | --------------------- | ------------------- | --------------------- | ---------------------------- |
| 1                                                              | Beitostølen          | Sprint 7,5 km    | 25 novembre 2016 | Denise Herrmann       | Dzinara Alimbekava  | Ekaterina Glazyrina   | Denise Herrmann              |
| 1                                                              | Beitostølen          | Sprint 7,5 km    | 26 novembre 2016 | Marketa Davidova      | Nadine Horchler     | Denise Herrmann       | Denise Herrmann              |
| 2                                                              | Ridnaun-Val Ridanna  | Sprint 7,5 km    | 10 décembre 2016 | Anastasiya Merkushyna | Uliana Kaisheva     | Karolin Horchler      | Nadine Horchler              |
| 2                                                              | Ridnaun-Val Ridanna  | Poursuite 10 km  | 11 décembre 2016 | Uliana Kaisheva       | Karolin Horchler    | Nadine Horchler       | Nadine Horchler              |
| 3                                                              | Obertilliach         | Individuel 15 km | 16 décembre 2016 | Karolin Horchler      | Coline Varcin       | Daria Virolainen      | Nadine Horchler              |
| 3                                                              | Obertilliach         | Sprint 7,5 km    | 17 décembre 2016 | Daria Virolainen      | Uliana Kaisheva     | Anna Nikulina         | Nadine Horchler              |
| 4                                                              | Martell-Val Martello | Sprint 7,5 km    | 5 janvier 2017   | Fabienne Hartweger    | Svetlana Sleptsova  | Julia Simon           | Nadine Horchler              |
| 4                                                              | Martell-Val Martello | Sprint 7,5 km    | 7 janvier 2017   | Julia Simon           | Daria Virolainen    | Baiba Bendika         | Nadine Horchler              |
| 4                                                              | Martell-Val Martello | Poursuite 10 km  | 8 janvier 2017   | Daria Virolainen      | Irina Starykh       | Victoria Slivko       | Daria Virolainen             |
| 5                                                              | Arber                | Individuel 15 km | 14 janvier 2017  | Irina Starykh         | Daria Virolainen    | Svetlana Sleptsova    | Daria Virolainen             |
| Championnats d'Europe de biathlon 2017 (25 au 29 janvier 2017) |                      |                  |                  |                       |                     |                       |                              |
| CE                                                             | Duszniki-Zdrój       | Individuel 15 km | 25 janvier 2017  | Irina Starykh         | Svetlana Sleptsova  | Anastasiya Merkushyna | Daria Virolainen             |
| CE                                                             | Duszniki-Zdrój       | Sprint 7,5 km    | 27 janvier 2017  | Juliya Dzhyma         | Svetlana Sleptsova  | Irina Starykh         | Daria Virolainen             |
| CE                                                             | Duszniki-Zdrój       | Poursuite 10 km  | 28 janvier 2017  | Irina Starykh         | Juliya Dzhyma       | Svetlana Sleptsova    | Daria Virolainen             |
| Fin des championnats d'Europe                                  |                      |                  |                  |                       |                     |                       |                              |
| 6                                                              | Brezno-Osrblie       | Sprint 7,5 km    | 3 février 2017   | Denise Herrmann       | Daria Virolainen    | Paulína Fialková      | Daria Virolainen             |
| 6                                                              | Brezno-Osrblie       | Poursuite 10 km  | 4 février 2017   | Daria Virolainen      | Lea Johanidesová    | Denise Herrmann       | Daria Virolainen             |
| 7                                                              | Kontiolahti          | Individuel 15 km | 2 mars 2017      | Ekaterina Shumilova   | Uliana Kaisheva     | Olga Alifiravets      | Daria Virolainen             |
| 7                                                              | Kontiolahti          | Sprint 7,5 km    | 4 mars 2017      | Daria Virolainen      | Ekaterina Shumilova | Victoria Slivko       | Daria Virolainen             |
| 7                                                              | Kontiolahti          | Poursuite 10 km  | 5 mars 2017      | Anna Weidel           | Victoria Slivko     | Uliana Kaisheva       | Daria Virolainen             |
| 8                                                              | Otepää               | Sprint 7,5 km    | 9 mars 2017      | Anastasia Zagoruiko   | Julia Schwaiger     | Anna Nikulina         | Daria Virolainen             |
| 8                                                              | Otepää               | Sprint 7,5 km    | 11 mars 2017     | Enora Latuillière     | Julia Simon         | Anna Nikulina         | Daria Virolainen             |

### Mixte
| Etape                                                          | Lieu                | Épreuve                       | Date             | Vainqueur                                                                                | Deuxième                                                                                 | Troisième                                                                              |
| -------------------------------------------------------------- | ------------------- | ----------------------------- | ---------------- | ---------------------------------------------------------------------------------------- | ---------------------------------------------------------------------------------------- | -------------------------------------------------------------------------------------- |
| 1                                                              | Beitostølen         | Relais simple (6 km + 7,5 km) | 27 novembre 2016 | Course annulée                                                                           | Course annulée                                                                           | Course annulée                                                                         |
| 1                                                              | Beitostølen         | Relais 2 x 6 km + 2 x 7,5 km  | 27 novembre 2016 | Course annulée                                                                           | Course annulée                                                                           | Course annulée                                                                         |
| 2                                                              | Ridnaun-Val Ridanna | Relais simple (6 km + 7,5 km) | 8 décembre 2016  | Ukraine - Anastasiya Merkushyna - Artem Tyshchenko                                       | Russie - Olga Shesterikova - Alexey Volkov                                               | France - Coline Varcin - Émilien Jacquelin                                             |
| 2                                                              | Ridnaun-Val Ridanna | Relais 2 x 6 km + 2 x 7,5 km  | 8 décembre 2016  | Russie - Victoria Slivko - Uliana Kaisheva - Semen Suchilov - Alexey Slepov              | France - Chloé Chevalier - Enora Latuillière - Aristide Bègue - Antonin Guigonnat        | Allemagne - Nadine Horchler - Denise Herrmann - Lukas Rombach - Matthias Bischl        |
| 5                                                              | Arber               | Relais simple (6 km + 7,5 km) | 14 janvier 2017  | Course annulée                                                                           | Course annulée                                                                           | Course annulée                                                                         |
| 5                                                              | Arber               | Relais 2 x 6 km + 2 x 7,5 km  | 14 janvier 2017  | Course annulée                                                                           | Course annulée                                                                           | Course annulée                                                                         |
| Championnats d'Europe de biathlon 2017 (25 au 29 janvier 2017) |                     |                               |                  |                                                                                          |                                                                                          |                                                                                        |
| CE                                                             | Duszniki-Zdrój      | Relais simple (6 km + 7,5 km) | 29 janvier 2017  | Russie - Daria Virolainen - Evgeniy Garanichev                                           | Norvège - Ingrid Landmark Tandrevold - Vetle Sjåstad Christiansen                        | Pologne - Krystyna Guzik - Grzegorz Guzik                                              |
| CE                                                             | Duszniki-Zdrój      | Relais 2 x 6 km + 2 x 7,5 km  | 29 janvier 2017  | Russie - Irina Starykh - Svetlana Sleptsova - Alexey Volkov - Aleksandr Loguinov         | Norvège - Karoline Erdal - Marion Rønning Huber - Erlend Bjøntegaard - Fredrik Gjesbakk  | Ukraine - Anastasiya Merkushyna - Juliya Dzhyma - Oleksander Zhyrnyi - Ruslan Tkalenko |
| Fin des championnats d'Europe                                  |                     |                               |                  |                                                                                          |                                                                                          |                                                                                        |
| 8                                                              | Otepää              | Relais simple (6 km + 7,5 km) | 8 mars 2017      | Norvège - Thekla Brun-Lie - Martin Femsteinevik                                          | Suède - Ingela Andersson - Tobias Arwidson                                               | Allemagne - Anna Weidel - Dominic Reiter                                               |
| 8                                                              | Otepää              | Relais 2 x 6 km + 2 x 7,5 km  | 8 mars 2017      | Allemagne - Karolin Horchler - Marion Deigentesch - Matthias Dorfer - David Zobel        | Norvège - Karoline Erdal - Sigrid Bilstad Neraasen - Sindre Pettersen - Fredrik Gjesbakk | Ukraine - Vita Semerenko - Iana Bondar - Andrij Dotsenko - Ruslan Tkalenko             |
| 8                                                              | Otepää              | Relais simple (6 km + 7,5 km) | 12 mars 2017     | Russie - Anna Nikulina - Yury Shopin                                                     | Norvège - Thekla Brun-Lie - Kristoffer Skjelvik                                          | Suède - Ingela Andersson - Tobias Arwidson                                             |
| 8                                                              | Otepää              | Relais 2 x 6 km + 2 x 7,5 km  | 12 mars 2017     | Norvège - Sigrid Bilstad Neraasen - Rikke Andersen - Sindre Pettersen - Fredrik Gjesbakk | France - Julia Simon - Enora Latuillière - Aristide Bègue - Antonin Guigonnat            | Ukraine - Yuliya Zhuravok - Vita Semerenko - Ruslan Tkalenko - Andrij Dotsenko         |